# Barisal flygplats
Barisal flygplats är en flygplats i Bangladesh. Den ligger i den södra delen av landet, 100 kilometer söder om huvudstaden Dhaka. Barisal flygplats ligger 7 meter över havet.
Terrängen runt Barisal flygplats är mycket platt. Runt Barisal flygplats är det mycket tätbefolkat, med 3 022 invånare per kvadratkilometer.. Närmaste större samhälle är Barisāl, 12,8 kilometer sydost om Barisal flygplats.
Trakten runt Barisal flygplats består till största delen av jordbruksmark.